# 麥克拉倫嶺
70°52′S 67°38′E / 70.867°S 67.633°E
麥克拉倫嶺（英語：McLaren Ridge）是南極洲的山嶺，位於麥克羅伯特森地，處於拉多克湖以西9公里，屬於查爾斯王子山脈中阿拉米斯山脈的一部分，根據澳大利亞探險隊拍攝的空中照片繪入地圖，現時由南極條約體系管理。